# سيدني جي. فينتر
سيدني جي. فينتر (بالإنجليزية: Sidney G. Winter)‏ هو اقتصادي أمريكي، ولد في 1935 في آيوا سيتي في الولايات المتحدة.